# Ca la Gaietana
Ca la Gaietana és un edifici d'Alella catalogat com a bé cultural d'interès local. L'Arxiu de la Corona d'Aragó en conserva dos dels quatre volums de documents compilats pel notari de Barcelona Josep Marzola i Prats cap al 1844 i altres escriptures que documenten la propietat fins al 1880.

## Descripció
És una construcció formada per un cos central pràcticament quadrat, planta baixa, pis i golfes, i dos cossos laterals amb galeries d'arcades de mig punt, i que en alçada només ocupen la planta baixa i el pis de la construcció central. Del conjunt destaca també la torre mirador situada a la part central de la teulada, que s'amaga al darrere d'un petit mur i un gran frontó semicircular, avui dia trencat per la meitat. És interessant destacar els elements neoclàssics utilitzats al conjunt: balustrades, trencaaigües damunt dels balcons de la planta noble, columnes dòriques adossades separant els arcs dels cossos laterals i dues escultures de lleons que flanquegen l'entrada al recinte. A aquest s'hi accedia mitjançant un camí d'accés (actual carrer dels Cedres) que ascendia en diagonal des de la riera.
En l'actualitat hi ha una urbanització situada al voltant i que rep el mateix nom.

## Història
Els primers documents daten de finals del segle xiv i esmenten aquesta propietat com a Mas Jubany. A finals del segle xvi o principis del xvii, fou heretada per Gabriel Coll, nebot d'Eulàlia Jovany, per la qual cosa passà a ser coneguda com a Can Coll de Baix.
El 1680, Miquel Coll, en qualitat de tutor del seu net Miquel, vengué la finca en encant públic a Gaietana de Cordelles, aleshores casada amb Àdam Cristòfor de Hesse, i després en segones núpcies amb el comte Jordi Ignasi de Tattenbach, ambdós militars bavaresos. Aquest va combatre al costat del seu cunyat Jaume en el bàndol austriacista durant la Guerra de Successió, destacant-se en el setge de Girona de 1711.
El 1713, un cop signat el conveni de l'Hospitalet, les unitats imperials van evacuar el Principat i Gaietana no acompanyà el seu marit, restant segurament a Barcelona. L'1 de novembre d'aquell mateix any, les autoritats borbòniques s'incautaren de la finca d'Alella i n'autoritzaren l'arrendament a favor del Fisc Reial, situació que es perllongaria fins al 1725.
El 1777, els seus hereus la vengueren al flequer Onofre Trinxet per 1.500 lliures, i el 1840, el seu net Joan Trinxet, la va vendre al seu torn a Esperança Rabassa. El 1869, el seu hereu Joan Rialp i Ventura la vengué a Joan Fornell i Batllaura. El 1880 hi va néixer l'astrònom Isidre Pòlit i Boixareu.
Des del juliol del 2019 es troba ocupada per un grup de joves amb l'objectiu d'habitar-la, donar-li ús veïnal i social i reivindicant-ne el valor històric i cultural. Actualment a la planta baixa s'hi ha habilitat un gimnàs popular i sales polivalents per a reunions i actes. També hi ha projectada la creació de grups de consum i producció.